# 고등기술연구원
고등기술연구원(高等技術硏究院, Institute for Advanced Engineering ; IAE)은 로봇·생산, 에너지·환경, 자원 재활용 분야의 핵심기술을 개발하기 위해 설립된 산·학·연 협력복합체이다. 1992년 산업기술연구조합육성법에 의한 산업기술조합 형태로 설립된 비영리 사단법인으로 설립 당시 고등기술연구원의 조합원 업체는 대우그룹 계열사 12개와 아주대학교였고, 그후 서울도시가스 등 민간기업과 한국과학기술연구원·한국원자력연구소(현 한국원자력연구원)·한국과학기술원 등이 참여해 종합연구기관으로 성장하다가 1990년대 후반 외환위기와 대우그룹 해체 과정에서 최고 500여명에 이르던 연구원이 200여명 정도로 줄어들었고 한국과학기술원·한국원자력연구소 등 주요 조합기관이 탈퇴해 재정적으로도 어려움에 처하기도 했다. 경기도 용인시 처인구 백암면 고안로 51번길 175-28에 위치하고 있다.

## 연혁
- 1991년 1월 고등기술연구원 설립타당성 연구 시작
- 1992년 5월 고등기술연구원 설립타당성 연구 완료
- 1992년 7월 사단법인 산업기술연구조합 고등기술연구원 인가 (과학기술처). 초대 김준성 이사장 취임 및 초대 정근모 원장 취임.[6] 아주대학교와 시스템공학과 학연협동과정 설립 인가 (교육부). 제1기 연구인력 공채
- 1993년 3월 고등기술연구원 용인연구센터 신축 기공. 시스템공학과 박사과정 개설
- 1994년 3월 시스템공학과 석사과정 개설
- 1994년 8월 제1분원 개원 (경기도 수원시 아주대학교 내)
- 1995년 1월 제2분원 개원 (인천광역시 북구[7] 대우자동차 기술연구소 내)
- 1995년 4월 제2대 이우복 이사장 취임
- 1995년 11월 용인연구센터로 이전
- 1996년 2월 기술경영연구실 신설
- 1996년 4월 1995학년도 시스템공학과 학위 수여 (석사 4명 배출)
- 1996년 7월 전문기술교육프로그램 개설
- 1996년 8월 1995학년도 시스템공학과 후기 석사 3명 배출
- 1996년 11월 기술교육센터 신설
- 1997년 2월 1996학년도 시스템공학과 학위 수여 (박사 1호 배출)
- 1999년 1월 김한중 원장 취임
- 1999년 2월 국가교정검사기관 지정
- 1999년 9월 소재기술팀/OELD팀 국가지정연구실 선정
- 2000년 1월 조직 개편 (3연구실, 4연구센터, 기획관리실, 시스템공학과)
- 2000년 3월 (주)네스 분사. 시스템공학과 석박사 6명 학위 취득 (총 박사 7명, 석사 20명 배출)
- 2000년 4월 초정밀가공(주) 및 (주)웨이투텍 분사
- 2000년 5월 독립분사기업 (주)엔투에이 출범. 생산시스템, CAD/CAM팀, 플랜드엔지니어링센터, 광전자팀 국가지정연구실 선정
- 2000년 7월 (주)이벨류텍 분사
- 2000년 8월 대한민국 최초로 연료전지차 개발
- 2001년 1월 (주)네오포텍 분사
- 2001년 3월 8개 센터와 지원부문 1개 실로 조직 개편. 기술이전센터 설립. 시스템공학과 박사 3명, 석사 2명 학위 취득 (총 박사 11명, 시스템공학석사 14명, 기술경영석사 18명 배출)
- 2001년 5월 인체진동연구실, 정밀기술연구실 국가지정연구실로 선정
- 2002년 2월 최기련 원장 취임. 시스템공학과 박사 3명, 석사 3명 학위 취득 (총 박사 14명, 시스템공학석사 17명, 기술경영석사 19명 배출)
- 2002년 10월 전략연구센터 신설
- 2003년 3월 7개 연구센터와 지원부문 1개 실로 조직 개편. 제품기술연구센터, 로봇/생산기술센터 신설. 로봇/생산기술센터 내 대우조선해양 로봇연구소 유치
- 2003년 7월 TWT (Traveling Wave Tube : 진행파관) 연구실 개설
- 2003년 8월 시스템공학과 박사 2명, 석사 2명 학위 취득 (총 박사 17명, 시스템공학석사 19명, 기술경영석사 19명 배출)
- 2004년 2월 ISO9001:2000 품질경영시스템 인증 획득 (인증분야 : 공학 및 기술연구개발)
- 2005년 9월 로봇자동화기술센터(마산분원) 개소[8]
- 2006년 1월 환경신기술 지정 (유통 제어판을 적용한 건조하수슬러지 선회용융기술)
- 2006년 4월 부품소재통합연구단 가입 (부품소재 전문기업 기술지원사업 수행)
- 2007년 2월 환경신기술 지정 (펄스동전기 기술을 이용한 중금속오염토양 정화기술)
- 2007년 4월 KOLAS(국제공인시험기관) 인정 (수(手)전달 진동측정 및 방진장갑 진동전달율 측정)
- 2008년 3월 (사)한국산학연협의회 가입
- 2008년 10월 에너지자원기술개발사업 중대형전략과제 수주 (CO2 분리이용기술)
- 2010년 4월 폐자원으로부터 유용자원 회수 및 자원 재활용 기술 개발 (착수)
- 2012년 3월 신소재공정센터 신설

## 조직

### 이사장
- 김선용

### 고등기술연구원장
- 연구심의위원회
- 창업보육센터

| - 연구관리팀 - 지원팀 - 시설안전팀 | - 제어기술팀 - 정밀기술팀 - 초정밀메카트로닉스팀 | - 메카트로닉스팀 - 전략연구팀 | - 청정소재공정팀 - 기능소재연구팀 - 융합소재공정팀 | - 청정연료팀 - 플랜트공정개발팀 - 신에너지연구팀 - 청정에너지팀 - 환경에너지팀 - 플랜트SE팀 - 바이오자원순환팀 - 플랜트기반기술개발팀 |

## 같이 보기
- 고등과학원